# Chainsaw Man – Le Film : L’Arc de Reze
Pour plus de détails, voir Fiche technique et Distribution.
Chainsaw Man – Le Film : L’Arc de Reze (劇場版 チェンソーマン レゼ篇, Gekijō-ban Chensō Man Reze-hen) est un film d'animation japonais réalisé par Tatsuya Yoshihara avec un scénario composé par Hiroshi Seko et adaptant une partie du manga Chainsaw Man de Tatsuki Fujimoto faisant suite à la saison 1 de l'adaptation en anime. Le film est produit par le sudio d'animation MAPPA.
La sortie de Chainsaw Man – The Movie: Reze Arc est prévue au Japon le 19 septembre 2025, par Tōhō. Une distribution internationale est également prévue par Columbia Pictures via Sony Pictures Releasing.

## Synopsis
Denji est devenu « Chainsaw Man » après avoir fusionné avec un démon, et fait désormais partie des Devil Hunter de la Division Spéciale 4. Après un rendez-vous avec Makima, la femme de ses rêves, Denji se met à l'abri de la pluie. Il y rencontre Reze, une employée de café.

## Fiche technique
- Titre : Chainsaw Man – Le Film : L’Arc de Reze
- Titre original :劇場版 チェンソーマン レゼ篇 (Gekijō-ban Chensō Man Reze-hen)
- Réalisation : Tatsuya Yoshihara
- Scénario : Tatsuki Fujimoto (auteur de l'histoire originale) etHiroshi Seko
- Musique : Kensuke Ushio (ja)
- Photographie : Teppei Ito
- Société de production : MAPPA
- Société de distribution : Tōhō / Columbia Pictures
- Pays de production :  Japon
- Genre : Animation, Action, drame, surnaturel et dark fantasy
- Durée :
- Dates de sortie : 
  - Japon : 19 septembre 2025
  - France : 22 octobre 2025

## Distribution

### Voix originales
- Kikunosuke Toya (ja) : Denji (デンジ, Denji?)
- Reina Ueda : Reze (レゼ?)
- Fairouz Ai : Power (パワー, Pawā?)
- Tomori Kusunoki : Makima (マキマ, Makima?)
- Shogo Sakata (ja) :Aki Hayakawa (アキ, Hayakawa Aki?)
- Shiori Izawa : Pochita (ポチタ, Pochita?)
- Karin Takahashi (ja) : Kobeni Higashiyama (東山 コベニ, Higashiyama Kobeni?)
- Maaya Uchida : Démon Ange (天使の悪魔, Tenshi no Akuma?)
- Natsuki Hanae : Beam (ビーム, Bīmu?)
- Yūya Uchida (ja) : Galgali (暴力の魔人, Bōryoku no Majin?)

Source venant du site officiel de l'anime Chainsawman.dog.

## Production
Le film a été annoncé le 17 décembre 2023 lors de la 24e édition de la Jump Festa sous le nom Gekijō-ban Chensō Man Reze-hen (劇場版 チェンソーマン レゼ篇). Le 22 décembre 2024, le film est de nouveau cité lors de la 25e édition de la Jump Festa en annonçant une première au Japon pour 2025. Le staff de la série animée est de retour pour le film tandis que Tatsuya Yoshihara occupera le poste de réalisateur.

## Musique
Après son travail dans l'anime, Kensuke Ushio (ja) est de retour pour composer la musique du film. Kenshi Yonezu est également de retour dans la franchise après avoir interprété le thème du générique de début de la première saison de l'anime Kick Back. Cette fois-ci, Yonezu interprète le thème du film intitulé Iris Out tandis que le thème du générique de fin intitulé Jane Doe est interprété par Yonezu et Hikaru Utada.

## Accueil

### Sortie
Le film devrait sortir en salles au Japon le 19 septembre 2025, distribué par Tōhō,. Le film devrait sortir dans le monde entier, distribué par Sony Pictures Releasing via Columbia Pictures, et sera présenté en première dans les cinémas de plus de 80 pays à partir du 24 septembre 2025 dont le 22 octobre 2025 pour la France.